# 阿諾卡 (內布拉斯加州)
阿諾卡（英語：Anoka）是位於美國內布拉斯加州博伊德縣的村。

## 人口
根據2020年美國人口普查的數據，阿諾卡的面積為1.45平方千米，皆為陸地。當地共有人口10人，而人口密度為每平方千米7人。